# Interestatal 515 en Nevada
La Interestatal 515 (I-515) es un desvío de la Interestatal 15 que transita desde la unión de la I-15, US 93 y la US 95 (la autopista de intercambio «Spaghetti Bowl») cerca del Centro de Las Vegas, Nevada aproximadamente 20 millas (32,2 km) al sureste de pase de ferrocarril cerca del borde de Henderson y Boulder City.
Las salidas de la I-515 simultáneamente con las Rutas 93 y 95 en toda su longitud.

## Historia
La autovía, en la cual empezó a construirse en 1982, es una continuación del Oran K. Gragson Expressway (nombrada así por el exalcalde de Las Vegas mayor quién abogó para que se construyese del entonces Las Vegas Expressway) en la cual transita principalmente en la Calle Freemont Oeste entre Las Vegas Boulevard y Rainbow Boulevard.  El desvío fue completado al sureste de Charleston Boulevard (SR 159) en 1984, hacia Flamingo Road (SR 592) en 1986, y hacia Lake Mead Drive (SR 564) en 1990.  Para 1994, toda la autovía estaba completada hasta Boulder Highway, justo al sur de Wagonwheel Drive. Aunque la designación I-515 fue otorgada en 1990 desde la I-15 hacia Boulder Highway (en la salida 70), la ruta no fue señalada si no hasta que la autovía alcanzó el pase del ferrocarril en 1994. Se especula que la designación de la I-515 podría ser extendida hacia el sur alrededor de Boulder City a lo largo del futuro peaje US 93/Boulder City.  También ha habido especulación de que esta autovía podría convertirse en parte de la interestatal propuesta hacia Phoenix.
Antes de la construcción de la autovía, US 93 y US 95 originalmente seguía la Calle Freemont/Boulder Highway desde el centro de Las Vegas al sureste de Henderson hacia Boulder City.  Boulder Highway fue nombrada como US 93/95 después que la autovía fuera completada, pero luego se eliminó esa designación; ahora solamente se llama Ruta Estatal 582.
A pesar de ser designada y señalizadas por varios años, la mayoría de los residentes de Las Vegas llaman a la autovía I-515 simplemente como «US 95».  Esto es debido a la continuación de la US 95 como una autovía separada al oeste y norte de la I-15 (I-515 termina en la I-15, mientras que la US 93 se pasa a la I-15).  Algunas personas llaman incorrectamente a la autovía como la I-95.  En los años recientes, el término de la I-515 (o La 515) lentamente ha sido aceptada por los residentes, especialmente de los que viven en el área de Henderson y en el lado este de Vegas.

## Lista de salidas
Las salidas en la I-515 están numeradas según los postes de mileajes de la US 95. Toda la ruta está en el Condado de Clark.
| Ubicación            | Milla | #   | Destino                                                  | Noteas |
| -------------------- | ----- | --- | -------------------------------------------------------- | --- |
| Henderson            |       | 56  | Wagonwheel Drive, Nevada State Drive, Boulder Highway    | Se divide entre la salida 56A (Wagonwheel Dr., Nevada State Dr.) y 56B (Boulder Hwy.) del sentido norte; sirve a Nevada State College |
| Henderson            |       | 57  | College Drive                                            | sirve a College of Southern Nevada, Henderson Campus                                                                                  |
| Henderson            |       | 59  | Horizon Drive                                            | |
| Henderson            |       | 61  | I 215 oeste SR 564 este (Lake Mead Parkway)              | Señalizado como la salida 61A (oeste) y 61B (este) sentido sur                                                                        |
| Henderson            |       | 62  | Auto Show Drive                                          | |
| Henderson            |       | 64  | Sunset Road ( SR 562 )                                   | |
| Henderson            |       |     | Galleria Drive                                           | En construcción, apertura en 2009 |
| Henderson            |       | 65  | Russell Road                                             | sirve en Sam Boyd Stadium |
| Paradise, Winchester |       | 68  | Avenida Tropicana ( SR 593 )                             | sirve al Aeropuerto Internacional Harry Reid                                                                                          |
| Paradise, Winchester |       | 69  | Flamingo Road ( SR 592 )                                 | |
| Paradise, Winchester |       | 70  | Boulder Highway ( SR 582 )                               | |
| Las Vegas            |       | 72  | Charleston Boulevard ( SR 159 )                          | |
| Las Vegas            |       | 73  | Avenida Eastern                                          | |
| Las Vegas            |       | 75A | Las Vegas Boulevard - Downtown Las Vegas, Cashman Center | Señalizado como la salida 75 del sentido norte                                                                                        |
| Las Vegas            |       | 75B | Casino Center Boulevard - Downtown Las Vegas             | Sentido sur solamente; entrada norte de la 4.ª Calle                                                                                  |
| Las Vegas            |       | 76  | I 15 US 93 norte - Los Ángeles, Salt Lake City           | Señalizada como la salida 76A (sur) y 76B (norte) con sentido norte y la salida 76A (norte) y 76B (sur)                               |
| Las Vegas            |       | 76C | Martin Luther King Boulevard                             | Salida del sentido sur y entrada norte                                                                                                |